# مدحت مرسي
مدحت مرسي (16 ديسمبر 1949 - 28 يونيو 2018) ، ممثل مصري .

## عن حياته
تخرج من كلية الزراعة جامعة الإسكندرية عام 1971 بعد حصوله على درجة البكالوريوس، ثم دراسات عليا من نفس الجامعة، وبعدها شق طريقه وعمل بإذاعة الإسكندرية، كما له دور بارو في المسلسل الإذاعي (كتاب عربي علم العالم)، وقد قدم خلال حياته العديد والعديد من الأفلام البارزة مثل: (نص أرنب) عام 1983، (اتنين على الطريق) 1984، (المرأة الحديدية) عام 1987. إلى جانب العديد من المسلسلات التي يعد من أهمها: (غداً تتفتح الزهور) عام 1984، (اللقاء الثاني) عام 1988. أيضاً كان له الكثير من المسرحيات التي شق بها طريقه الفني كالدنيا رواية هزلية، إنسان بلا اقنعة ودماء على ملابس السهرة. ولديه هما المخرج (أحمد مدحت) والسيناريست (أيمن مدحت).
توفي يوم الخميس 28 يونيو 2018 بمنزله عن 69 عامًا.

## من أعماله

### المسلسلات
- الأيام
- ظرف أسود
- دهشة
- بطل من الصعيد
- رأفت الهجان
- عرفه البحر
- عمر بن عبد العزيز

### السينما
- الطريق إلى إيلات
- دنيا عبد الجبار
- حكايات الغريب

### المسرحيات
- الخديوي
- اليوم المفقود

### الإذاعة
- هارب على سفر

### السهرات التلفزيونية
- تعيش زفتي حرة

## روابط خارجية
- مدحت مرسي على موقع الدهليز
- مدحت مرسي على موقع قاعدة بيانات الأفلام العربية